# Шепиловский, Александр Ефимович
Александр Ефимович Шепиловский (1934 — 1999) — советский писатель-фантаст.

## Биография
Родился 13 ноября 1934 года в городе Чита.
Окончил железнодорожное училище. Работал слесарем. Служил на Черноморском флоте. Работал на заводе холодильных установок в Читаоблгазе.
В 1980 году в Новосибирске принимал участие в региональном совещании, организованном Советом по приключенческой и научно-фантастической литературе Союза писателей СССР и комиссией по приключенческой и научно-фантастической литературе Союза писателей РСФСР.
Умер от рака 25 октября 1999 года.

## Творчество
Увлекался научно-популярной литературой, особенно книгами Якова Перельмана.
Первая публикация — повесть «На острие луча» (1974), написанная в 1966 году.
Роман «Феномен» (фрагм. 1984) опубликован впервые полностью в 2015 году, остался в рукописи роман «Посылы вечности».